# Friedenskirche (Kitzingen)

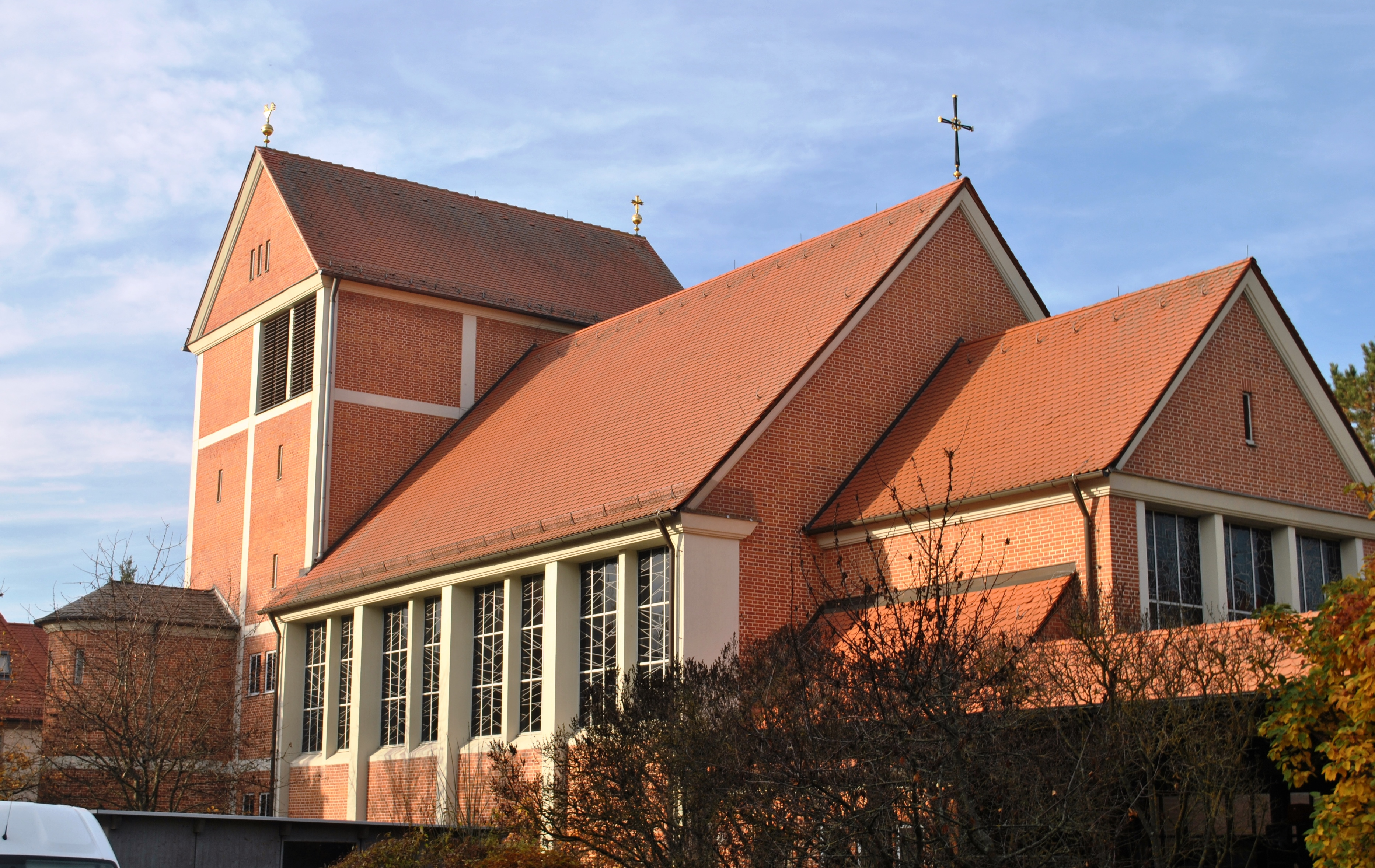
Die Friedenskirche in Kitzingen

Die Friedenskirche im Kitzinger Stadtteil Siedlung ist das Gotteshaus der jungen evangelisch-lutherischen Gemeinde. Sie entstand an der Martin-Luther-Straße unweit der römisch-katholischen Vinzenzkirche. Die Kirche ist heute Teil des Evangelisch-Lutherischen Dekanats Kitzingen.

## Geschichte

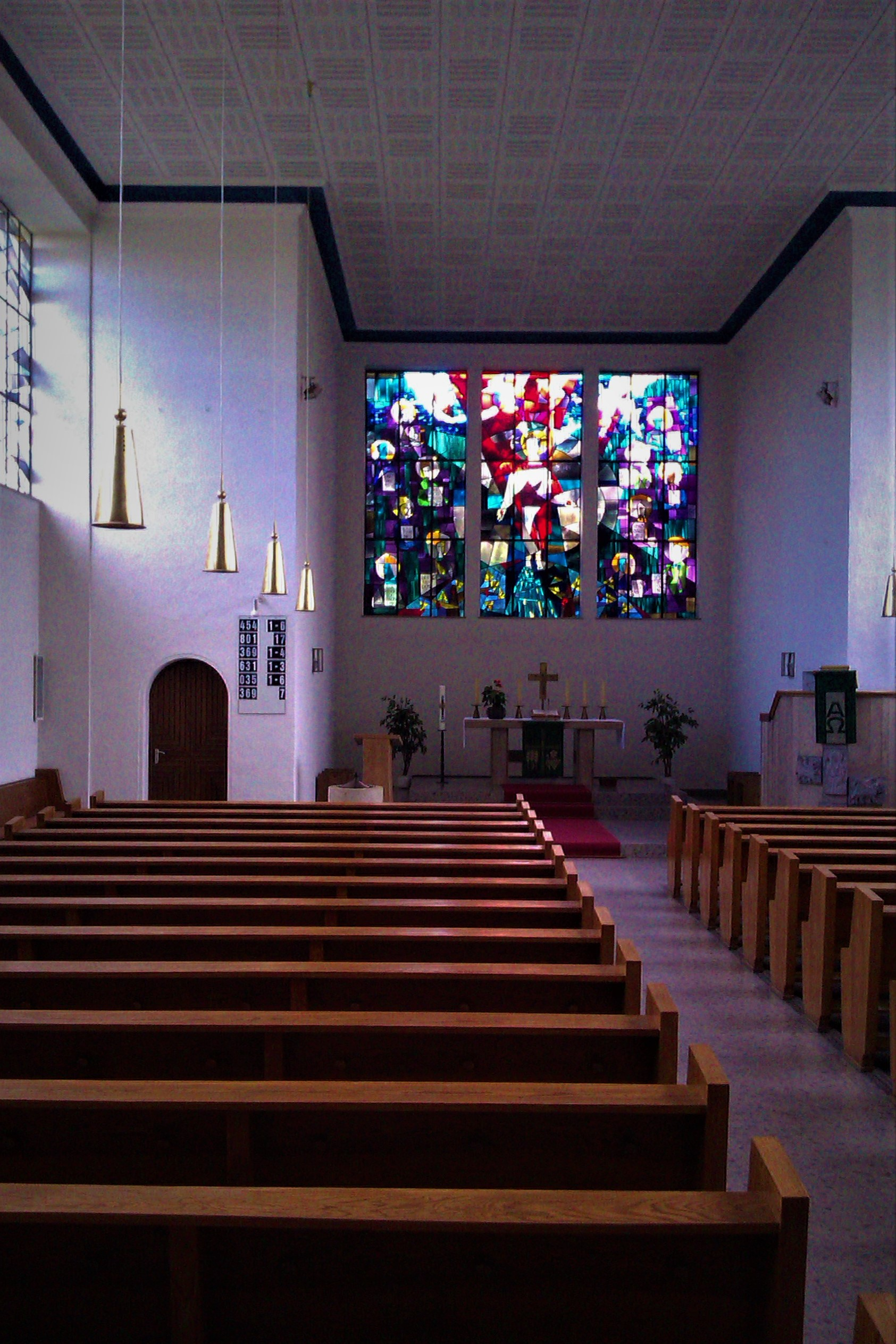
Innenraum der Friedenskirche

Die Geschichte der Kirche ist eng mit der des Stadtteils Siedlung verbunden. Bereits in den 1920er-Jahren begann man mit der Erschließung des südlich von Etwashausen gelegenen Gebiets. Zwischen 1922 und 1927 entstanden um den heutigen Texasweg erste Wohnhäuser. Bis in die 1930er-Jahre stieg die Anzahl der evangelisch-lutherischen Bewohner im neuen Stadtteil Siedlung auf etwa 300.
Die Vertreibungen des Zweiten Weltkrieges führten zu einem raschen Anstieg der Lutheraner in Kitzingen. Die Altstadt von Kitzingen war teilweise zerstört worden und für die Vertriebenen aus den ehemaligen deutschen Gebieten in Osteuropa wurden im Siedlungsgebiet umfangreiche Wohnungsneubauten errichtet. Bald gründete sich ein Kirchenverein, der Geld für ein neues Kirchengebäude sammelte. 1955 konnte der Grundstein im Osten Kitzingens gelegt werden; die sonntäglichen Gottesdienste fanden vor 1955 im 1952 gebauten evangelischen Kindergarten statt.
Bis zum Jahr 1957 war das Kirchengebäude fertiggestellt und wurde am 30. Mai eingeweiht; der erste Gemeindepfarrer war Wilhelm Zahn. Zunächst gehörte die Gemeinde zur evangelischen Stadtkirche Kitzingen. Im Jahr 1965 wurde die Friedenskirchengemeinde selbständig. Bis in die 1990er-Jahre vervollständigte man die Ausstattung der Kirche.

## Architektur
Der architektonische Entwurf der Friedenskirche stammt von dem Würzburger Gerhard Saalfrank. Die Kirche präsentiert sich als großer Saalbau. Sie ist geostet und schließt mit einem Rechteckchor ab. Alle Elemente der Kirche sind in rotem Backstein gehalten. Der breite, rechteckige Westturm bildet die Fassade. Er wurde mit der Längsseite vor das Gebäude gesetzt und schließt mit einem Satteldach ab. Zwei halbrunde Apsiden wurden links und rechts des Turmes angebracht. Die Langhausseiten sind vollständig durchfenstert, die Fenster werden lediglich durch breite Bahnen getrennt.

## Ausstattung
Der Taufstein ist eine Arbeit von dem Kitzinger Klaus Rother, er präsentiert sich relativ schlicht und schließt oben mit der Figur einer Taube ab. Die Bilder der Evangelisten an der Kanzel wurden im Jahr 1977 von Theo Steinbrenner gearbeitet. Mehrere Bronzeplastiken wurden von Irene Dilling geschaffen. Im Laufe der 1990er-Jahre entstanden „Die Heilige Familie“ (1990), „Pietà“ (1991) und „Heilende Begegnung“ (1995). Das dominierende farbenreiche Glasfenster in der Apsis zeigt Jesus mit den zwölf Aposteln und ist eine Arbeit von dem Münchner Künstler Gerd Jähnke aus dem Jahr 1957, die beiden Engel oberhalb des Eingangs sind vom Bildhauer Otto Sonnleitner.

## Glocken
Im quer-rechteckigen Turm der Friedenskirche hängt ein dreistimmiges Geläut, das 1986 in der Glockengießerei Bachert/Friedrichshall gegossen wurde. Die Glocken ertönen in einem Gloria-Motiv.
| Glocke | Name/Funktion | Schlagton | Gewicht (kg) | Gussjahr | Gießer/Gussort                  | Inschrift                                                                                      |
| ------ | ------------- | --------- | ------------ | -------- | ------------------------------- | ---------------------------------------------------------------------------------------------- |
| 1      | Betglocke     | es¹       | 1676         | 1986     | Gebrüder Bachert/Friedrichshall | „Herr, höre meine Stimme wenn ich rufe! Gestiftet vom Gemeindeverein Friedenskirche Kitzingen“ |
| 2      | Kreuzglocke   | f¹        | 1217         | 1986     | Gebrüder Bachert/Friedrichshall | „Friede den Nahen – Friede den Fernen – Friedenskirche Kitzingen“                              |
| 3      | Taufglocke    | as¹       | 680          | 1986     | Gebrüder Bachert/Friedrichshall | „Fürchte dich nicht, denn ich bin bei dir – Friedenskirche Kitzingen“                          |